# Comisión de Relaciones Exteriores y Culto del Senado de la Nación
La comisión de Relaciones Exteriores y Culto es una comisión permanente del Senado de la Nación Argentina.
Le Corresponde dictaminar sobre lo relativo a las relaciones de la República con los Estados extranjeros, cuerpo diplomático y consular, tratados, convenciones, pactos, conferencias y congresos internacionales, declaración de guerra u otras medidas admitidas por el derecho internacional, límites internacionales, ajuste de paz, extradiciones, introducción y tránsito de tropas extranjeras, legalización de documentos para y del exterior, archivo de relaciones exteriores, bibliotecas, colecciones, publicaciones de tratados y mapas geográficos, publicidad y difusión de informes, libros y datos concernientes a la Nación en el exterior, política internacional del petróleo, política comercial internacional, política internacional del trabajo, concordatos, ejercicio del culto de las iglesias establecidas en la República, admisión de nuevas órdenes religiosas, y todo otro asunto referente al ramo de relaciones exteriores y culto. Asimismo dictaminar sobre lo relativo a las relaciones del Senado de la Nación con los organismos parlamentarios internacionales y con los parlamentos de los demás países.
Podrá también constituir "Agrupaciones de Parlamentarios Argentinos de Amistad" con parlamentarios de otros países. El presidente de la comisión siempre pertenece al partido gobernante sin importar si tiene o no mayoría en la Cámara.

## Integrantes

### 2010
| Oficialismo | Oposición |
| --- | --- |
| - Daniel Filmus - Presidente - Guillermo Jenefes - Eric Calcagno - Blanca Osuna - Marcelo Fuentes - Ada Mercedes Maza - Marina Riofrío | - Juan Carlos Romero - Vicepresidente - Juan Carlos Marino - Secretario - Ramón Javier Mestre - Emilio Rached - Rubén Giustiniani - Carlos Reutemann - Sonia Escudero - Maria Angeles Higonet |

### 2015
| Cargo          | Miembro                          |
| -------------- | -------------------------------- |
| Presidente     | Ruperto Eduardo Godoy            |
| Vicepresidente | Juan Carlos Marino               |
| Secretario     | Rubén Héctor Giustiniani         |
| Vocal          | Marina Raquel Riofrío            |
| Vocal          | Juan Manuel Abal Medina          |
| Vocal          | Rosana Andrea Bertone            |
| Vocal          | María Laura Leguizamón           |
| Vocal          | Pedro Guillermo Ángel Guastavino |
| Vocal          | Rolando Adolfo Bermejo           |
| Vocal          | Beatriz Rojkés de Alperovich     |
| Vocal          | María de los Ángeles Higonet     |
| Vocal          | Ángel Rozas                      |
| Vocal          | Oscar Aníbal Castillo            |
| Vocal          | Carlos Alberto Reutemann         |
| Vocal          | Juan Carlos Romero               |
| Vocal          | Carmen Lucila Crexell            |
| Vocal          | Fernando Ezequiel Solanas        |
| Vocal          | Gabriela Michetti                |
| Vocal          | Marcelo Jorge Fuentes            |

- Datos: Q5779347